# Bamburgh
Bamburgh (/ˈbæmbrə/) est un village et une paroisse civile du Northumberland, en Angleterre. Il est situé sur la côte de la mer du Nord.

## Histoire

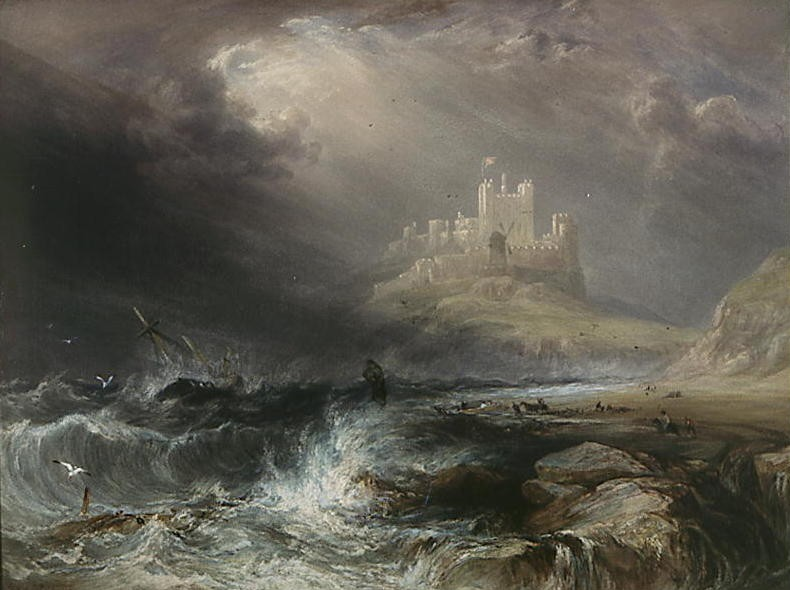
Bamburgh Castle, Northumberland
William Andrews Nesfield, 1832
Victoria and Albert Museum

Au VIIe siècle, Bamburgh est la capitale du royaume anglo-saxon de Bernicie. D'après l'Historia Brittonum, elle doit son nom à Bebba, la femme du roi Æthelfrith de Bernicie : Bamburgh dériverait de Bebbanburgh, « le fort de Bebba ». Le monastère de Lindisfarne est fondé en 635 sur une île située non loin de Bamburgh. Au Xe siècle, Bamburgh retrouve une certaine importance comme siège des seigneurs anglo-saxons qui règnent sur une partie de la Northumbrie, indépendamment du royaume viking d'York. Le château de Bamburgh est mis à sac par une armée viking en 993.

## Démographie
Au recensement de 2011, la paroisse civile de Bamburgh, qui comprend le hameau voisin de Glororum, comptait 414 habitants.

## Culture locale et patrimoine
L'église paroissiale de Bamburgh est dédiée à saint Aidan, le fondateur de Lindisfarne. D'après Bède le Vénérable, elle aurait été fondée par Aidan lui-même au VIIe siècle. Le bâtiment actuel, qui date du XIIe siècle, est un monument classé de grade I.
Un phare a été construit en 1910 sur Black Rock Point à moins de deux km de Bamburgh.

## Dans la fiction
Dans la série de romans Les histoires saxonnes, leur auteur Bernard Cornwell, lui-même lointain descendant des maîtres de Bamburgh, en fait le lieu de naissance du personnage principal, Uhtred de Bebbanburgh. Une représentation idéalisée de l'ancien château apparaît ainsi à plusieurs reprises dans l'adaptation télévisée des romans, The Last Kingdom.